# 白石ひとみ
白石 ひとみ（しらいし ひとみ、1971年12月25日 - ）は、日本の元AV女優。東京都出身。

## 略歴
1990年、『官能姫』でAVデビュー。街中でスカウトされ事務所にて説明を受けた際、たまたま鑑賞したアダルトビデオに高校の先輩だった星野ひかるが出演していたことがデビューのきっかけとなった。
同じく1990年、AV出演を親に知られたために一旦引退したが、親を説き伏せて、1991年の『新・官能姫』で復帰した。1994年に再度AVを引退し、1995年にシャイ企画より最後の4作品が発売された。
1998年まで女優としてドラマやVシネマに出演した。
2009年2月、XCITYのシャイニングメモリーズの懐かしのAV女優として取り上げられた。

## 出演

### アダルトビデオ
- ヴァージン・エクスタシー 官能姫（1990年9月15日、ティファニー）
- 新・官能姫（1991年5月21日、ティファニー）
- スーパーポルノ'91 おねだり姫（1991年6月23日、ティファニー）
- ハードコアエキス うずき姫（1991年7月6日、ティファニー）
- 黙って抱いて（1991年9月27日、アリスJAPAN）
- おしゃぶり天使 ふるえる腰つき（1991年11月10日、ティファニー）
- ヴィーナスバニーIV（1991年11月29日、シャイ企画）
- 好き？好き？Kissして！(1991年12月15日、メディアステーション)
- 暗くなるまで待って（1991年12月27日、アリスJAPAN）
- OL美獣 オフィスバイブレーション（1991年、ＨＲＣホームビデオ）
- H秘書はナマがお好き8（1991年、ＨＲＣホームビデオ）
- 淫乱症状 ナースがまんま（1992年1月10日、h.m.p）
- 狙われた女教師2 教頭の目の前で（1992年1月24日、シャイ企画）
- たまにはしゃぶりつきたい7（1992年2月29日、ロイヤルアート）
- 激しく抱いて（1992年3月、笠倉出版社）
- お口にいっぱい（1992年3月、笠倉出版社）
- 制服ワイセツ ねえ、脱がせて（1992年4月17日、アテナ映像)
- あえぎの国のうずき姫（1992年4月、芳友メディアプロデュース)
- 義姉の生下着2（1992年5月16日、KUKI)
- 真実の瞬間 怒りのエンジェル（1992年6月23日、シャイ企画）
- ウェディングスレイブ2（1992年6月29日、ＨＲＣホームビデオ）
- 制服スナイパー 狙われたツアーコンダクター（1992年9月21日、新東宝ビデオ）
- ひとみの若妻白書（1992年9月11日、アテナ映像）
- お口上手（1992年12月、笠倉出版社）
- ガラスの中の遊園恥
- E気持
- スキャンダル
- ピンクスキン
- フラッシュパラダイス
- ラッキーホール
- 暗くなるまで待って
- とろける白衣 お姉さんが診てあげる
- 奥さまは魔女
- 監禁ランジェリークイーン2 華麗なる激情
- 女尻
- 静かに抱きしめて…
- ひとみO2
- 引き裂かれたエプロン
- 生撮りショック! 激しく抱いて…
- 絶叫のリアリスト ひとみの淫行バイブル
- 誰かが触った
- パンティーの中身
- 白石ひとみの奥様は魔女
- ひとみ伝説（1994年、笠倉出版社）
- 獣たちの匂い（1994年6月、テーピーエス）
- 平成女神伝説 復活 白石ひとみ（1995年8月31日、シャイ企画）
- 平成淑女宣言 白石ひとみ（1995年9月27日、シャイ企画）
- 狙われた女教師10 白石ひとみ（1995年10月31日、シャイ企画）
- BREAK 倒錯的過剰精神（1995年11月30日、シャイ企画）

### Vシネマ・オリジナルビデオ
- AV女学院 天使のパンツは校則違反（1992年4月25日、マクザム）監督:大沼栄太郎 共演:朝岡実嶺 桜樹ルイ [3]
- ゆけゆけAV新撰組 天使たちのHな大戦争（1992年8月25日、ステラ）監督:大沼栄太郎 共演:朝岡実嶺 飯島愛 [4]
- 美女奉行 おんな牢秘抄（1995年3月24日、キングレコード）監督:新村良二  - 千弥 役 [5]
- 難波金融伝 ミナミの帝王6 欲望の街（1995年9月1日、ケイエスエス）監督:萩庭貞明 - 水原涙（劇中での本名は水原ひとみ） 役 [6]
- 歌麿おんな秘図（1995年11月21日、アドメディア）監督:新村良二 [7]
- 夕顔の性 告白（1996年2月23日、JVD）監督:後藤秀司 - 主演 [8]
- 縄師事件簿（1996年4月26日、東北新社）監督:星野仁 [9]
- 迷宮 LABYRINTH（1996年4月26日、ISEMOTO）監督:皆元洋之助 [10]
- 個人授業 THE PRIVATE PSYCHO LESSON（1996年5月25日、バンダイビジュアル）監督:服部光則 - 主演 [11]
- おとこ喰い 第2情（1996年6月21日、松竹ホームビデオ）監督:佐藤睦夫 [12]
- 東京デカメロン（1996年7月21日、センテスタジオ）監督:小林浩一 - 主演 [13]
- 人体模型の夜（1996年11月8日、東映ビデオ）監督:佐藤寿保 - 主演 [14]
- 新・第三の極道Ⅳ 裏盃の集団（1997年1月1日、ミュージアム）監督:津島勝 - かおり（アミノ組長の女） 役 [15]
- 告白手記 私が濡れたあのセックス！（1997年2月28日、ヤングコーポレーション＝カレス・コミュニケーションズ）監督:新村良二 [16]
- 幻魔殺法帖 新選組秘抄（1997年3月14日、大映＝徳間ジャパンコミュニケーションズ）監督:秋山豊 [17]
- キタの帝王 闇の咆哮（1997年4月21日、ミュージアム）監督:原田徹 - ローズマリー 役 [18]
- リストラ代紋 2（1997年6月21日、ビームエンタテインメント）監督:金澤克次 [19]
- ナイトメアシナリオ 悪夢のような出来事（1997年7月21日、松竹）監督:岩清水昌弘 - 主演 [20]
- インフェルノ 蹂躙（1997年8月22日、日活）監督:北川篤也 [21]
- 電脳大奥（1997年11月21日、グランドスラムインターナショナル）監督:友松直之 - 主演・朋美 役 [22]
- 極道の2号たち 3（1997年12月21日、ミュージアム）監督:山崎雅史 - 赤城桜 役 [23]
- 告白手記 誰にも言えない裏の履歴書（1998年3月6日、カレス・コミュニケーションズ）監督:新村良二 [24]

### 劇場用映画
- 卍舞 2 妖艶三女濡れ絵巻（1995年7月15日公開、東映ビデオ）監督:小笠原佳文 - 庄左衛門の母 役 [25][26]
- マリーの獲物（ゲーム）（1996年1月27日公開、ファニーエンジェル）監督:吉田啓一郎 - リサ 役 [27]
- くノ一忍法帖VI 忍者月影抄（1996年4月13日公開、キングレコード＝東北新社）監督:津島勝 - 春日野太夫 役 [28]
- 薮の中（1996年5月18日公開、イメージファクトリー・アイエム）監督:佐藤寿保 - 巫女 役 [29]
- 卍舞 3 いかせてあげる、極楽浄土（1996年5月18日公開、にっかつ）監督:吉田啓一郎 - おしん 役 [30]
- シャブ極道（1996年5月25日公開、大映）監督:細野辰興 - ミヨ子 役 [31]
- さすらいのトラブルバスター（1996年8月10日公開、松竹）監督:井筒和幸 - ケバい久美子 役 [32]
- 弾丸ランナー（1996年11月9日公開、日活）監督:サブ [33]

### テレビドラマ
- 私は悪女？女の魅力は透けた情けと涙（1994年11月21日、関西テレビ・秋のドラマスペシャル）
- こんな美歩はいかが!?～現代イメクラ学入門～（1995年9月16日、関西テレビ・ドラマスペシャル）
- 金田一耕助の傑作推理「呪われた湖」（1996年1月2日、TBS・新春ドラマスペシャル）- 御子柴由紀子 役
- エリアコードドラマ06「CALL ME!暗闇にベル」（1996年1月12日 - 3月22日、毎日放送）
- ヤマ勘記者の事件日誌 第1作 北の天使たち（1997年2月24日、TBS・月曜ドラマスペシャル）
- 松本清張スペシャル・恐喝者」（1997年2月25日、日本テレビ・火曜サスペンス劇場）- ホステス 役
- 桜吹雪美人スリ三姉妹がいく みちのく温泉秘宝さがし旅（1997年3月15日、朝日放送・土曜ワイド劇場）- 片瀬品子 役
- 御家人斬九郎 第2シリーズ 第8話 賞金桜（1997年2月26日、フジテレビ）- 夜鷹・おりん 役
- なにわ広告しぐれっ!!（1997年4月17日 - 5月29日、フジテレビ）- バーのママ 役
- ギフト 第5話 過去に会った女に届ける（1997年5月14日、フジテレビ）- 綾 役
- 鍵師 第5作 完全無欠鍵のプロ！悩める者の救世主（1997年10月17日、フジテレビ・金曜エンタテイメント）- 美香（島岡の秘書） 役
- ナニワ金融道 3（1998年1月5日、フジテレビ・新春ドラマスペシャル）- 川田京子 役

### バラエティー
- こえぴょんフー！(テレビ大阪)

## グラビア関連

### 写真集
- eyes 白石ひとみファースト写真集（1992年3月1日、英知出版 撮影：西田幸樹）ISBN 9784754213268
- WHITE MAGIC（1992年4月25日、スコラ 撮影：野村誠一）ISBN 978-4796200769
- LOVE FOR SALE（1992年7月14日、TIS/ワニブックス 撮影：小野麻早）ISBN 9784847022777
- ランジェリーの奥の秘密（1992年9月25日、マドンナ社 撮影：北野浩平）ISBN 9784576921198
- 白石ひとみ写真集 XTC（1993年10月15日、ブックマン社 撮影：小林響）ISBN 9784893082039
- ク ドゥ クー 白石ひとみラストヌード（1994年4月1日、TIS 撮影：ZIGEN）ISBN 978-4886181015
- CANADA in Hitomi Shiraishi（1996年11月10日、英知出版 撮影：橋本雅司）ISBN 9784754211455
- 白石ひとみ写真集 女神シリーズ 3（1999年9月20日、ぶんか社 撮影：小野麻早）ISBN 9784821123001
- 90's AV女優秘蔵アルバム 桜樹ルイ 白石ひとみ 小林ひとみ 草凪純 ほか（2003年1月27日発行、竹書房、撮影：落合遼一）ISBN 978-4812411100 全9名

### 雑誌
- オレンジ通信 （1993年2月号表紙）

### ビデオ
- レディ・デイズ （1992年4月）
- Beppin増刊〜夢魔 （1992年、VHS）
- 宇宙企画メモリアル写真館vol.7 白石ひとみ

## CD
- MIND GAME / IMMUNITY（KACA-0013）